# Дворец Хольнштайн
Дворец Хольнштайн (нем. Palais Holnstein) — историческое здание в Мюнхене, на юге Германии, который был резиденцией архиепископа Мюнхенского и Фрайзингского с 1818 года.

## История
Франсуа де Кювилье построил особняк между 1733 и 1737 годами для Софии-Каролины фон Ингенхайм, графини Хольнштайн, фаворитки баварского курфюрста Карла Альбрехта. Дворец Гольнштейн спроектирован как четырехкрылое здание вокруг внутреннего двора. Внутреннее убранство было выполнено Иоганном Баптистом Циммерманом. Лучший дворец Мюнхена в стиле рококо. Только элегантный фасад может быть осмотрен снаружи, сам дворец закрыт для публики.

## Разное
С 1977 года по 1982 год дворец Хольнштайн служил резиденцией архиепископа кардинала Йозефа Ратцингера (впоследствии Папа Бенедикт XVI), который останавливался здесь во время своего визита в сентябре 2006 года.